# 窪八幡宮
窪八幡宮（くぼはちまんぐう）は岡山県岡山市東区にある神社。旧社格は郷社。

## 祭神

### 主殿
- 品陀和気命（応神天皇）
- 息長帯姫命（神功皇后）
- 仲哀天皇
- 伊邪那岐命
- 伊那那美命

### 相殿
- 姫大神

## 社歴
- 貞観元年（859年）8月23日 - 創建。
- 明治6年（1873年） - 郷社に列せられる。
- 明治40年（1910年） - 神饌幣帛料供進の神社に指定される。
- 明治43年（1913年） - 神社合祀令により、西隆寺の村社八幡宮、本村福治の村社八幡宮を合祀し、現在の祭神となる。

## 由来
伝承によれば、第58代清和天皇の時代、豊前国宇佐神宮を信仰し毎年参拝していた備前国上道群窪の庄内の領主藤原朝臣藤井左馬之進弘清が、老年になって参拝が不自由になり、領内に八幡神を勧請して信仰を尽くすため、窪庄内の氏神若宮の地に社殿を造営し貞観元年（859年）8月23日、奈良大安寺の僧行教に依頼し、豊前国に鎮座する宇佐神宮を勧請し、窪八幡宮として崇敬し弘清及び窪庄内の人々の氏神としたという。
この後、この勧請した神を主祭神とし、若宮を摂社として祭祀がなされるようになったという。

古くは、備前国四大社（吉備津彦神社、岡山神社、安仁神社、窪八幡宮）の1社に数えられ、代々藩主や豪商らの参詣・寄進が絶えなかった。
室町幕府初代将軍足利尊氏が備前国福岡に滞陣中、窪八幡宮に参詣し、社領として田畑二十余町を寄進されたことが記録されている。また、傷んでいた屋根を修復されたのと記録も有ったようだ。その時に尊氏が使ったという井戸が今も残っている。
天正年間に備前国守宇喜多直家が上道群沼城にいた時、窪八幡宮に参拝し、社殿を改築、供領二百国を寄進、そして社前の坂口から、幅八間、長さ一里余の馬場をつくり、松千本を植付けたことが記録されています。太平洋戦争前まで残っていた豊村浜の浮根の松はその名残だといわれています。
朝鮮出兵時には総大将に任命された宇喜多秀家が、戦の勝利を祈願し、窪八幡宮境内の樹木を船の一部に使用した。宮司藤井弘晴も家来をと共に従軍。窪八幡宮の鐘を陣鐘として使用。高松城主生駒氏が藤井宮司に金を貸し、抵当としてこの鐘を持ち帰り、生駒氏の菩提寺である法泉寺へ寄進。

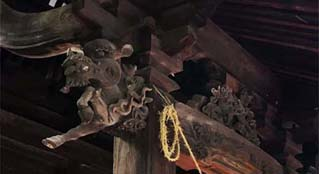
窪八幡宮　本殿の木鼻

## 祭事
- 歳旦祭 - 1月1日
- 夏祭り - 8月1日
- 秋季例大祭 - 10月第2土曜日・日曜日

## 関連文化財
- 銅鐘（香川県指定有形文化財） - 現在、法泉寺（香川県高松市）所蔵
- 獅子頭 - 現在、獅子會館（岐阜県高山市）所蔵　「獅子頭コレクションと飛騨の獅子舞用具」800点は、重要有形民俗文化財に指定されている。

## 行教三八幡宮
- 奈良大安寺の行教和尚が859年～860年に宇佐神宮の八幡神を勧請した、石清水八幡宮（京都）・窪八幡宮（岡山）・琴崎八幡宮（山口）が、行教三八幡宮と呼ばれている。行教和尚が宇佐から京都（奈良とも言われている）への道中で、山口と岡山に八幡宮を勧請したものと思われる。

## 両参り
金陵山西大寺（西大寺観音院・高野山真言宗別格本山）と両参りとして崇敬者に親しまれている。西大寺と窪八幡宮を結ぶ一本道が宮道（みやみち）と呼ばれ、かつては商店が軒を連ね賑わっていた。廃れつつあった両参りを再興することを目的とし、両者による趣意書が平成29年（2017年）11月に結ばれた。